# Bangarmau
Bangarmau es una ciudad y municipio situada en el distrito de Unnao en el estado de Uttar Pradesh (India). Su población es de 44204 habitantes (2011). 

## Demografía
Según el censo de 2011 la población de Bangarmau era de 44204 habitantes, de los cuales 22985 eran hombres y 21219 eran mujeres. Bangarmau tiene una tasa media de alfabetización del 68,35%, superior a la media estatal del 67,68%: la alfabetización masculina es del 73,24%, y la alfabetización femenina del 63,24%.